# Färöische Fußballmeisterschaft 1964
Die Färöische Fußballmeisterschaft 1964 wurde in der Meistaradeildin genannten ersten färöischen Liga ausgetragen und war insgesamt die 22. Saison. Sie startete am 19. April 1964 mit dem Spiel von HB Tórshavn gegen KÍ Klaksvík und endete am 11. Juli 1964.
Meister wurde Titelverteidiger HB Tórshavn, die den Titel somit zum vierten Mal erringen konnten. KÍ Klaksvík zog sich hingegen nach zwei Spielen zurück.
Im Vergleich zur Vorsaison verbesserte sich die Torquote auf 4,83 pro Spiel, was den höchsten Schnitt seit 1958 bedeutete. Den höchsten Sieg erzielte HB Tórshavn mit einem 7:2 im Heimspiel gegen TB Tvøroyri, was zugleich das torreichste Spiel darstellte.

## Modus
In der Meistaradeildin spielte nach dem Rückzug von KÍ Klaksvík jede Mannschaft an vier Spieltagen jeweils zweimal gegen jede andere. Die punktbeste Mannschaft zu Saisonende stand als Meister dieser Liga fest, eine Abstiegsregelung gab es nicht.

## Saisonverlauf
HB Tórshavn gewann die ersten beiden Spiele mit 3:0 gegen B36 Tórshavn sowie mit 5:2 gegen TB Tvøroyri. Das Rückspiel gegen B36 wurde mit 0:2 verloren, danach verspielte B36 die Meisterschaftschancen durch eine 1:2-Auswärtsniederlage bei TB. Im letzten Spiel hätte TB Tvøroyri im direkten Duell gegen HB Tórshavn mit mindestens vier Toren Unterschied gewinnen müssen, durch die 2:7-Niederlage konnte jedoch HB die Meisterschaft feiern.

## Abschlusstabelle
| Pl. | Verein             | Sp. | S | U | N | Tore    | Quote | Punkte |
| --- | ------------------ | --- | - | - | - | ------- | ----- | ------ |
| 1.  | HB Tórshavn (M, P) | 4   | 3 | 0 | 1 | 015:600 | 2,50  | 06:20  |
| 2.  | B36 Tórshavn       | 4   | 2 | 0 | 2 | 006:700 | 0,86  | 04:40  |
| 3.  | TB Tvøroyri        | 4   | 1 | 0 | 3 | 008:160 | 0,50  | 02:60  |
| 4.  | KÍ Klaksvík 1      | 0   | 0 | 0 | 0 | 000:000 | ±0    | 0:0    |

Platzierungskriterien: 1. Punkte – 2. Torquotient
| (M) | Meister 1963     |
| (P) | Pokalsieger 1963 |

## Spiele und Ergebnisse
|              | B36    | HB     | KÍ     | TB     |
| ------------ | ------ | ------ | ------ | ------ |
| B36 Tórshavn |        | 0:3    | 0-:- 1 | 3:2    |
| HB Tórshavn  | 0:2    |        | 04:0 2 | 7:2    |
| KÍ Klaksvík  | 01:1 2 | 0-:- 1 |        | 0-:- 1 |
| TB Tvøroyri  | 2:1    | 2:5    | 0-:- 1 |        |

## Spielstätten
| Mannschaft   | Stadion        | Spielort |
| ------------ | -------------- | -------- |
| B36 Tórshavn | Gundadalur     | Tórshavn |
| HB Tórshavn  | Gundadalur     | Tórshavn |
| KÍ Klaksvík  | Við Djúpumýrar | Klaksvík |
| TB Tvøroyri  | Sevmýri        | Tvøroyri |

## Nationaler Pokal
Im Landespokal gewann HB Tórshavn mit 4:3 nach Verlängerung im Wiederholungsspiel gegen B36 Tórshavn und erreichte dadurch das Double.